# Oskar Hensoldt
Oskar Hensoldt (* 13. Oktober 1824 in Auma; † 28. Februar 1900 in Weimar) war ein Vermessungsingenieur (Kartograf) mit dem Wirkungsort Weimar und dessen Umgebung.

## Biographie
Im Weimarischen Adreßbuch ist bereits 1843 ein „Lieutenant Hensoldt“ verzeichnet. Eine eindeutige Zuweisung ist erst mit dem  Weimarischen Adreßbuch von 1846 möglich, welches zwischen einem „Lieutenant a. D. Hensoldt“ und einem „Kammer-Geometer-Gehilfen Oskar Hensoldt“ unterscheidet. Bei dem Lieutenant Andreas Hensoldt handelt es sich um seinen Vater. Er heiratete Friederike Wilhelmine Bertha Hemleb am 1. Dezember 1851. Spätestens ab 1851 ist Hensoldt im Staatshandbuch für Sachsen-Weimar-Eisenach als Obergeometer aufgeführt. Im Jahre 1869 erscheint er im Staatshandbuch als „Steuer-Revisor“ bzw. „Steuerrath“. Im Jahr 1891 ist Hensoldt u. a. als „Steuerrevisor“ und „Steuerrath mit Rang und Vorrechten eines Wirklichen Rathes“ und als Inhaber hoher Orden aufgeführt. Außerdem hatte er Funktionen u. a. für das Eichamt beziehungsweise als stellvertretender Direktor am Gymnasium inne.

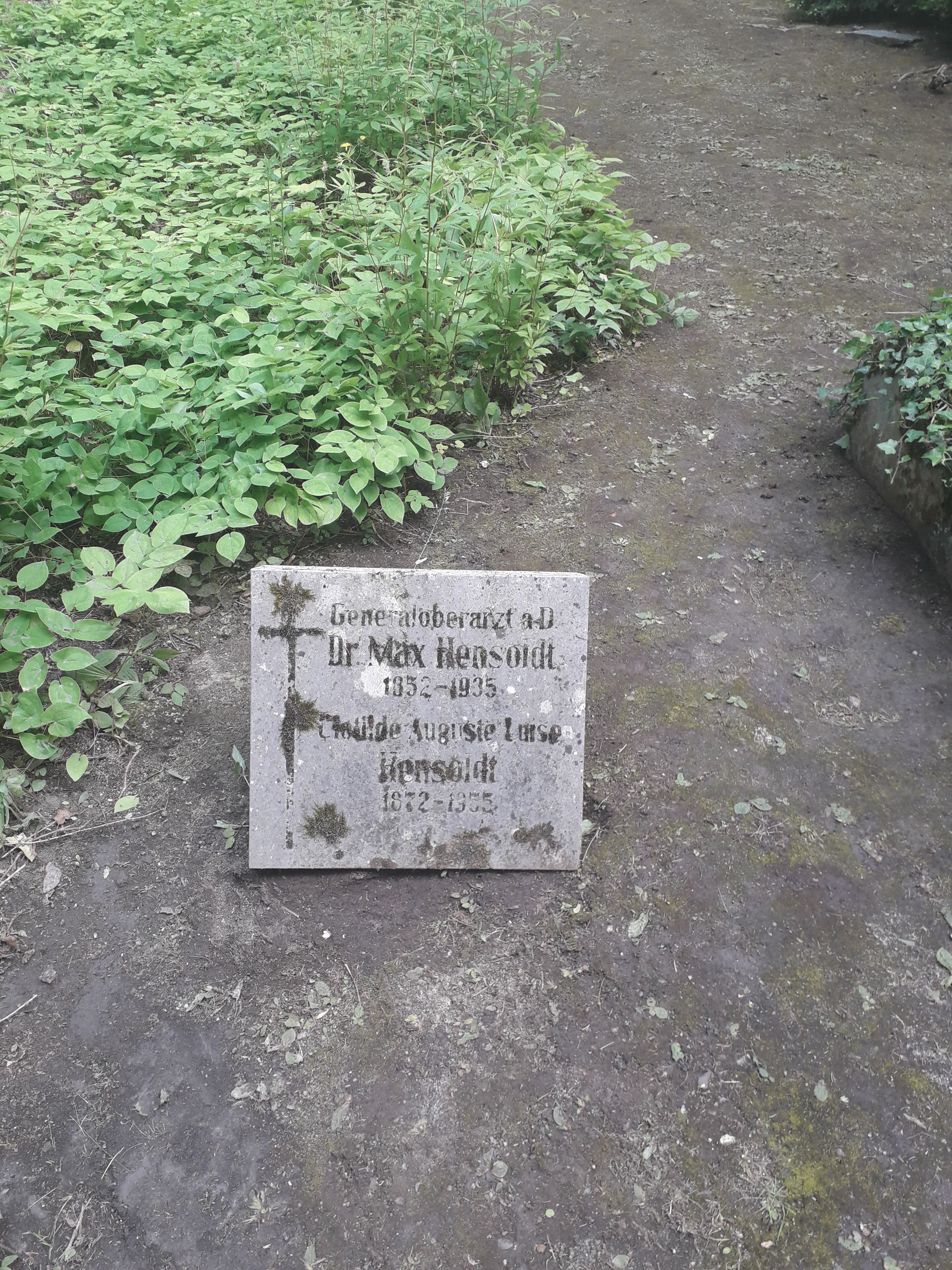
Grabstein von Max Hensoldt auf dem Historischen Friedhof Weimar

Sein Sohn Max Hensoldt (1852–1935) wurde Generaloberarzt, wie u. a. aus wie der Stammliste der Kaiser-Wilhelm-Akademie zu Berlin zu ersehen ist. Dessen Grabstein hat sich auf dem Historischen Friedhof Weimar erhalten. Oskar Hensoldt hatte zahlreiche Nachkommen, wovon einige in die USA ausgewandert waren.

## Werk
So sind von Oskar Hensoldt u. a. ein Plan des Parkes von Tiefurt vor den Eingriffen von Eduard Petzold von 1844, der von Schloss und Park Ettersburg und von Berka und Umgebung überliefert. Die Karte von Berka 1883 fand in der Fachwelt eine anerkennende Rezension. Eine Original von Hensoldt gezeichnete Karte aus dem Jahr 1846, die sich in der Thüringer Universitäts- und Landesbibliothek Jena befindet, zeigt die Flurgrenzen von dem herzoglichen Kammergut Döbritschen von dem Jenaer Mühltal bis zum Forst in der Flur Jena, mit dem handschriftlichen Vermerk, dass der Stadtrat von Jena die von Hensoldt vermessene und gezeichnete Karte anerkennt. Die von ihm gezeichneten Pläne liegen zumeist nur in colorierten Handzeichnungen vor. Vermutlich waren diese nur zum behördlichen Gebrauch bestimmt, wenn man von dem von Berka 1883 einmal absieht, der im Verlag von „H. Wagner & E. Debes“ in Leipzig erschien.